# Série de pièces commémoratives américaines du Basketball Hall of Fame
La série de pièces commémoratives américaines du Basketball Hall of Fame est une série commémorative, non circulante, émise par la Monnaie des États-Unis en 2020 et frappée aux Monnaies de Denver, de San Francisco, de Philadelphie et de West Point.
Elle est autorisée par la loi publique 115-343 du 21 décembre 2018 qui demande au secrétaire au Trésor de frapper des pièces afin de célébrer le 60e anniversaire du temple de la renommée du basketball. La série comprend une pièce de 5 dollars en or, une pièce de 1 dollar en argent et une pièce d'un demi-dollar en alliage cuivre-nickel. Les bénéfices tirés de la vente de la série sont versés au Naismith Memorial Basketball Hall of Fame pour financer un fonds de dotation qui permet d'accroître les opérations et les programmes éducatifs.

## Contexte
Le Naismith Memorial Basketball Hall of Fame est un musée d'histoire et un temple de la renommée américain, situé au 1000 Hall of Fame Avenue à Springfield, dans le Massachusetts. Il constitue la bibliothèque la plus complète du basket-ball, tout en promouvant et en préservant l'histoire de ce sport. Dédié au médecin canado-américain James Naismith, qui a inventé ce sport à Springfield, le Hall of Fame accueille sa première classe en 1959, avant d'ouvrir ses premières installations le 17 février 1968.

## Législation
Après le succès des pièces commémoratives du National Baseball Hall of Fame de 2014, un projet de loi est présenté à la Chambre des représentants en 2016. Il propose la production d'une série de pièces commémorant le 60e anniversaire du Basketball Hall of Fame en 2019,. Il n'est toutefois pas adopté par la Chambre.
Le projet de loi H.R.1235 est introduit à la Chambre le 27 février 2017 par le représentant démocrate du Massachusetts, Richard E. Neal. Il demande au secrétaire au Trésor de frapper des pièces de monnaie pour la même occasion que la loi refusée de 2016. Le projet est approuvé, après débat et amendement, le 25 septembre et envoyé au Sénat le lendemain. Celui-ci l'adopte également, après un passage à la commission bancaire, du logement et des affaires urbaines, le 18 décembre 2018. Le projet est présenté le jour suivant au président Donald Trump et il le signe le 21 décembre 2018 pour en faire la loi publique 115-343,.

## Dessins
Lors de sa réunion du 17 juillet 2019, le comité consultatif des citoyens sur les pièces de monnaie examine les dessins proposés pour l'avers et le revers de la pièce commémorative. L'avers de chaque pièce est concave, tandis que le revers est convexe. Il s'agit du même traitement que celui utilisé pour les trois pièces du programme de pièces du National Baseball Hall of Fame et celles du programme de pièces du 50e anniversaire d'Apollo 11. La Monnaie envisage d'utiliser des techniques de colorisation sur deux des trois pièces selon une déclaration d'April Stafford, chef du Bureau de la gestion du design.
Les dessins approuvés pour le programme de trois pièces commémoratives du panthéon du basket-ball sont dévoilés le 6 septembre 2019 à Springfield, dans le Massachusetts, à l'occasion des cérémonies d'intronisation de la classe 2019 du temple de la renommée.
Le dessin concave de l'avers est sélectionné dans le cadre d'un concours public, conformément à la loi publique n° 115-343. Créé par Justin Kunz du progamme Artistic Infusion (AIP) et gravé par Michael Gaudioso, il représente trois joueurs tentant d'attraper un ballon de basket et reflète, comme le décrit la Monnaie, « la façon dont le basket-ball rassemble des personnes diverses dans le monde entier grâce à une expérience athlétique simple, universelle et unificatrice ». On y retrouve les inscriptions traditionnelles des pièces américaines, LIBERTY, IN GOD WE TRUST, et l'année d'émission, 2020.
La loi autorisant les pièces commémoratives impose un revers commun représentant un ballon de basket. De forme convexe, le dessin choisi, qui montre un ballon de basket sur le point de passer à travers le filet, est créé par Donna Weaver, également de l'AIP, et sculpté par Phebe Hemphill. Les légendes présentes sur cette face sont le pays émetteur, UNITED STATES OF AMERICA, la devise latine E PLURIBUS UNUM et la valeur faciale.
Une pièce de 1 dollar et une d'un demi-dollar avec un revers colorisé sont émises. Celui du dollar représente un ballon de basket avec des lignes noires sur le point de passer à travers un filet blanc et un anneau dans une teinte orange tandis que sur le demi-dollar on voit ballon orange avec des lignes noires sur le point de passer à travers un filet blanc et un anneau orange. Le ballon de basket et l'anneau sont présentés dans deux tons distincts de la teinte orange,. 

## Production et vente
La loi qui autorise la frappe de la série commémorative permet une émission maximale de 50 000 pièces de 5 dollars en or, 400 000 pièces de 1 dollar en argent et 750 000 pièces d'un demi-dollar en alliage cuivre-nickel. La Monnaie de Denver frappe le demi-dollar en qualité brillant universel tandis que la succursale de San Francisco s'occupe de la finition belle épreuve et des versions spéciales ou colorisées. Le dollar brillant universel est frappé a Denver et les versions belle épreuve et colorisée viennent de la Monnaie de Philadelphie. Les deux finitions du half eagle, pas de version colorisée pour cette dénomination, sont émises par la Monnaie de West Point.
Le demi-dollar colorisé est proposé à 55 dollars, soit 11 dollars de plus que la version non colorisée de la même pièce. Le dollar colorisé est à 95 dollars, 21 dollars de plus que la version non colorisée. Les finitions brillant universel de ces deux pièces coûtent 42 et 69 dollars respectivement. La pièce de 5 dollars est vendue au prix de 649,50 dollars en qualité belle épreuve et 639,50 dollars en brillant universel. Les pièces sont offertes 
à un prix de départ inférieur de 5 dollars pendant les trente premiers jours de vente,.
En raison de l'annulation des matchs du championnat de basket-ball de la National Collegiate Athletic Association (NCAA), les pièces qui doivent être mises en vente le 4 avril 2020 par la Monnaie des États-Unis, durant le Final Four à Atlanta, sont proposées le 9 avril,,.
Un total de 11 338 pièces de 5 dollars est vendu — 8 075 belle épreuve et 3 263 brillant universel. Le dollar s'écoule à 115 841 exemplaires dont 94 513 en version belle épreuve, qui comprennent 25 735 pièces colorisées, et 21 328 en version brillant universel. Les ventes du demi-dollar atteignent 95 402 unités parmi lesquelles 59 198 belle épreuve, y compris 32 614 en version colorisée et 36 204 brillant universel.
Les bénéfices tirés de la vente de la série sont versés au Naismith Memorial Basketball Hall of Fame pour financer un fonds de dotation qui permet d'accroître les opérations et les programmes éducatifs.